# غلاروس (سويسرا)
غلاروس (الألمانية السويسرية الموحدة: Glarus) هي بلدية في سويسرا، وعاصمة كانتون في سويسرا، ومدينة في سويسرا، تقع في كانتون غلاروس ، وهي عاصمتها، بلغ عدد سكانها 12,446 نسمة وذلك حسب إحصائيات سنة 2014، تبلغ مساحتها 103.6 كيلومتر مربع، رمزها البريدي هو 8750.

## الموقع
تشترك في الحدود مع:
- Innerthal [الإنجليزية]‏
- Muotathal [الإنجليزية]‏
- Glarus Süd [الإنجليزية]‏
- Glarus Nord [الإنجليزية]‏.

## مدن توأم
المدن التوأم:
- Biebrich (Wiesbaden) [الإنجليزية]‏
- كوبرين
- نيو غلاروس
- روجنافا.

## أعلام
- إيفيلينه هاسلر
- اروين س ديتريش